# Vallée Blanche

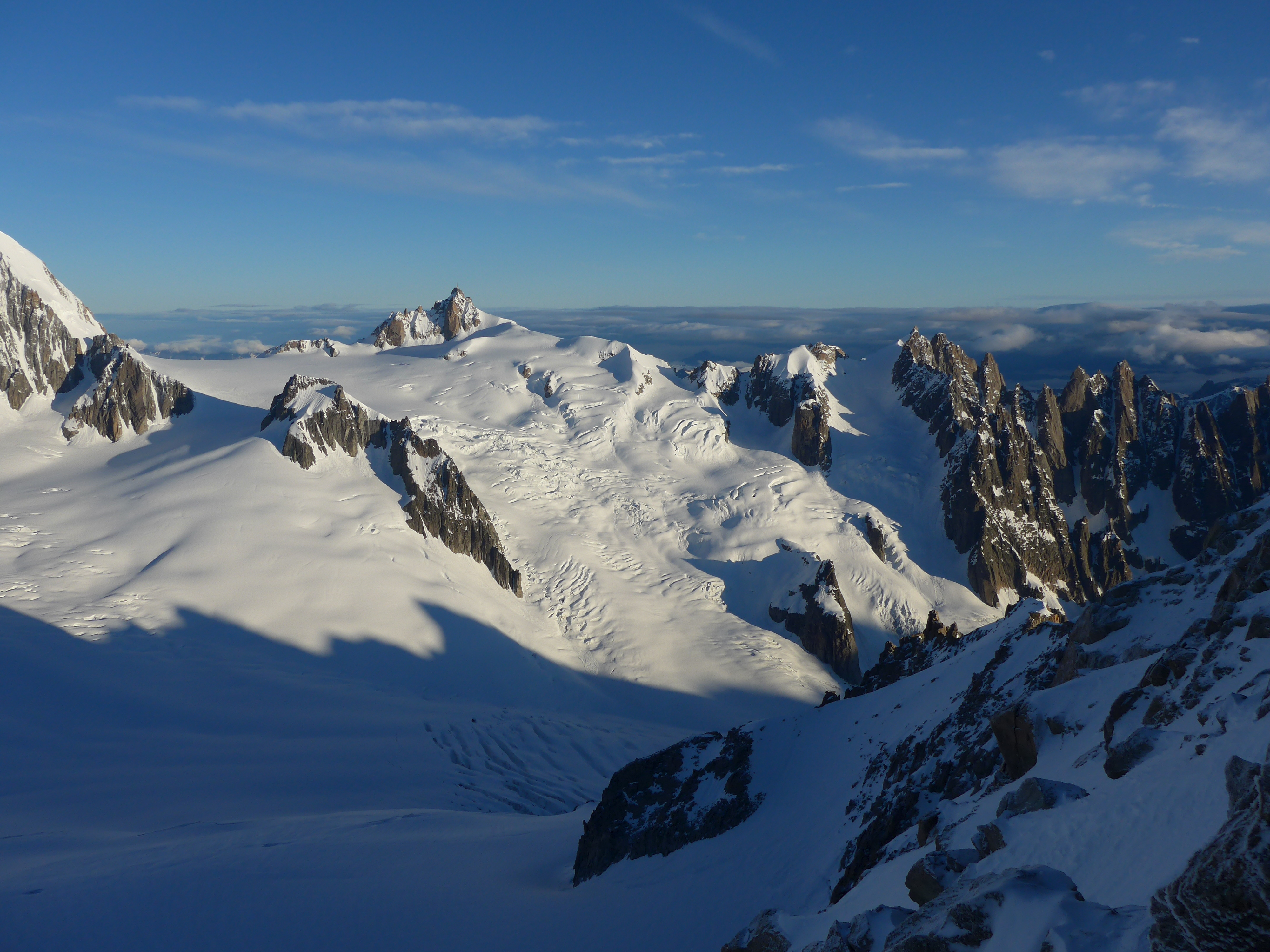
Vallée Blanche von Südosten

Vallée Blanche (wörtlich Weißes Tal) ist zum einen der Name eines Gletscherbeckens bei Chamonix und zum anderen der Name für eine Skiroute, die von der Aiguille du Midi über eine Länge von ca. 20 km und einen Höhenunterschied von 2800 m nach Chamonix hinabführt.

## Die Skiroute
Die Skiroute „Vallée Blanche“ gilt als die bekannteste Freeride-Abfahrt der Alpen. Die Skiroute, deren Ausgangspunkt zwar mit der Kleinkabinenbahn Vallée Blanche erreicht werden kann, die aber nicht markiert und kontrolliert wird, weist zahlreiche Varianten auf, darunter auch jene Variante, die direkt durch das namensgebende Gletscherbecken führt und daher auch La vraie Vallée Blanche (etwa: Die echte Vallée Blanche) genannt wird.
Die Abfahrt zieht alljährlich tausende Skifahrer aus aller Welt an, wobei allerdings die hochalpinen Gefahren nicht zu unterschätzen sind, wie der tödliche Unfall des berühmten französischen Bergsteigers Louis Lachenal im Jahr 1955 (Sturz in eine Gletscherspalte) bestätigt. Die Gefahren bestehen hauptsächlich in den zahlreichen Gletscherspalten, Orientierungsverlust bei Schlechtwetter sowie potentiellen Séracstürzen. Auch der Einstieg in die Abfahrt ist gefährlich, da von der Bergstation der Seilbahn zunächst noch ein mehrere hundert Meter langer, scharfer und ausgesetzter Firngrat (l'Arête de l'Aiguille du Midi) überwunden werden muss. Die Abfahrt wird daher Skifahrern ohne ausgesprochene alpinistische Erfahrung nur in Begleitung eines qualifizierten Bergführers empfohlen. Tatsächlich sind Führungen durch das Vallée Blanche eine wichtige Einkommensquelle der zahlreichen Bergführerbüros in Chamonix.
Die normale und leichteste Variante führt über den Col du Midi (3582 m) und den oberen Glacier du Géant zu einem spektakulären Gletscherbruch (Séraczone), den skifahrerisch schwierigsten und potentiell gefährlichsten Teil der Abfahrt. Unterhalb des Gletscherbruches befindet sich der so genannte Salle à Manger (wörtlich Esszimmer), in dessen Nähe auch eine alpine Schutzhütte, das Refuge du Requin (2516 m) steht. Weiter geht es dann sehr flach über den Gletscher Mer de Glace in einer Hochgebirgslandschaft überragt von der Aiguille Verte nach Montenvers, wo eine kleine Gondelbahn vom Gletscherbecken (ca. 1800 m) zur Bergstation der Zahnradbahn hinaufführt. Nach Chamonix geht es dann, je nach Schneelage, hinab mit der Zahnradbahn oder auf Skiwegen, etwas unterhalb der Zahnradbahn durch steilen Wald. Chamonix selbst wird dann im Bereich der Skipisten von Les Planards erreicht.